# Chishui
Chishui è una città della provincia cinese di Guizhou con circa 100.000 abitanti.
Si trova in un'area montuosa della provincia e fa parte della prefettura di Zunyi. Si trova nel medio e basso corso del fiume Chishui, confinante con la contea di Xishui nell'area sud-est del Guizhou e con le contee di Gulin, Xuyong e Hejiang nella provincia di Sichuan a nord-ovest. È stato il collegamento commerciale di confine tra Sichuan e Qianhai, un'importante città economica e culturale, nonché un'importante porta d'accesso a Ba Shu nel nord di Qianhai, conosciuta come "la serratura e la chiave di Sichuan e Qianhai" e "la città di confine del nord di Qianhai". Chishui è circondata da notevoli montagne e fiumi, e il tasso di copertura forestale della città è del 76,2%, al primo posto nella provincia di Guizhou. Chishui Scenic Spot è l'unico punto panoramico nazionale nominato dal Consiglio di Stato come un distretto amministrativo, ed è conosciuto come la "Città delle mille cascate", la "Corona di Danxia", la "Città natale del bambù" e il "Regno di Cyathea". È anche conosciuto come il "Regno di Cyathea".
Chishui prende il nome dal bellissimo e misterioso fiume Chishui, che attraversa tutto il territorio, ed è anche famoso per i "Quattro Attraversamenti di Chishui" dell'Armata Rossa Cinese e per il patrimonio naturale mondiale Chishui Danxia.

## Storia
Chishui ha una lunga storia ed è stata profondamente influenzato dalla cultura di Ba Shu, una zona che si è sviluppata prima nel Guizhou. Già nel periodo neolitico c'erano attività umane nella zona di Chishui.
Nel 1109, Chishui fu formalmente fondata nel terzo anno del periodo Daguan della dinastia Song del Nord, quando apparteneva alla contea di Renhuai, prefettura di Zizhou, con la capitale della contea nell'attuale città di Fuxing, Chishui.
Nel terzo anno del regno dell'imperatore Qianlong (1738), il consiglio degli ufficiali discusse e stipulo' che le antiche città di Renhuai, Hexi e Tucheng della contea di Renhuai fossero assegnate alla vecchia Chengtong, conosciuta anche come sottoprefettura di Zunyi.
Nel secondo anno del periodo Duanping della dinastia Song del Sud (1235), il forte Renhuai fu riorganizzato sotto l'amministrazione della divisione Xuanzui di Buzhou.
Alla fine della dinastia Yuan, Ming Yuzhen stabilì la "dinastia Xia" a Chongqing e cambiò Renhuai e Gumagong nella contea di Huaiyang.
Nei primi anni della dinastia Ming, Zhu Yuanzhang distrusse Xia e la contea di Huaiyang fu abolita, e il suo genere fu riportato alla giurisdizione della divisione Xuanzui di Xuzhou.
Nel 1381, la contea di Renhuai fu stabilita sotto l'amministrazione militare e civile di Zunyi della provincia del Sichuan.
Nel sesto anno del regno di Yongzheng (1728), fu riassegnato al Guizhou con la prefettura di Zunyi.
Nel 1728, la città di contea di Renhuai fu spostata da Liuyuanba a Shengjie (oggi Renhuai City), e l'ex città di contea fu posta sotto l'amministrazione della prefettura di Zunyi.
Nel terzo anno del regno dell'imperatore Qianlong (1738), dopo una discussione da parte del Ministero degli Ufficiali, l'antica città di Renhuai, Hexi e Tucheng nella contea di Renhuai fu incaricata di emettere il giudizio e la gestione, nota anche come ramo di Zunyi.
Nel tredicesimo anno dell'era Qianlong (1748), la sottoprefettura di Zunyi fu rinominata Zunyi Hall, conosciuta anche come Renhuai Hall.
Nel quarantunesimo anno dell'era Qianlong (1776), la Zunyi Hall fu cambiata in Renhuai Directly sotto la gestione del dipartimento di conservazione degli alimenti del Guizhou.
Nel 34º anno di Guangxu (1908), Chishui Hall fu stabilito sotto la giurisdizione della prefettura di Zunyi.
Nel 1914, l'ufficio di Chishui fu abolito e fu istituita la contea di Chishui.
Nel 1929, un gruppo di comunisti guidati da Liang Ye Guang arrivò a Chishui e fondò la prima organizzazione comunista cinese nella provincia di Guizhou, il Chishui Special Branch of the Communist Party of China.
Nel gennaio 1935, la Lunga Marcia dell'Armata Rossa Operaia e Contadina cinese raggiunse Chishui e diede il via alla campagna delle "Quattro Croci di Chishui".
Il 1º dicembre 1949, Chishui fu liberata.
Nel dicembre 1990, la contea di Chishui è stata abolita e la città di Chishui è stata fondata.
Nel giugno 1997, a causa dell'abolizione della regione di Zunyi e dell'istituzione della città di Zunyi, la città di Chishui è stata messa sotto l'amministrazione provinciale, e il governo del popolo della provincia di Guizhou ha incaricato la città di Zunyi di assumere l'amministrazione.

## Geografia fisica

### Clima
Chishui è una zona di clima monsonico umido subtropicale centrale, con una temperatura media annuale di 18,1 °C, una piovosità media annuale di 1292,3 mm, 1297,7 ore di sole annuali, un'umidità relativa media annuale dell'82%, un periodo senza gelo da 340 a 350 giorni, che diminuisce con l'aumentare dell'altitudine, con un periodo senza gelo di circa 300 giorni nelle zone sotto gli 800 metri e da 210 a 300 giorni nelle zone sopra gli 800 metri. La temperatura media a Chishui raggiunge un massimo di 28 °C in luglio e un minimo di 7,9 °C in gennaio. La differenza di temperatura annuale è di 20,1-20,5 °C, con un minimo estremo di -4 °C e un massimo estremo di 39 °C. Le alte temperature dannose al di sopra dei 40 °C sono rare grazie alla grande ombra del terreno e alle foreste lussureggianti. Le precipitazioni annuali variano da 800 a 1700 mm, con precipitazioni concentrate principalmente tra aprile e ottobre, che rappresentano circa l'80% o più dell'anno. L'estate (da giugno ad agosto) ha la maggior quantità di precipitazioni, pari a 383–681 mm, che rappresentano dal 40,12% al 44,7% delle precipitazioni annuali. L'inverno (da dicembre a febbraio) ha la minore quantità di precipitazioni, solo 58,3 a 166 mm, che rappresentano dal 6,5% al 10,5% delle precipitazioni annuali. La direzione dominante del vento è il nord tutto l'anno, con venti da sud-est in estate e da nord in inverno. Le velocità estreme del vento possono raggiungere i 27 m/s con un vento di forza 10. La velocità media del vento è di 1,6 m/s. Gales di 8 o più spesso si verificano da marzo a settembre, con i più frequenti in luglio e agosto.
```
Chishui (1981-2010)
```

### Geografia
La città di Chishui si trova nel nord-ovest della provincia di Guizhou, nel medio e basso corso del fiume Chishui, confinante con la contea di Xishui nel Guizhou a sud-est e con le contee di Gulin, Xuyong e Hejiang nella provincia di Sichuan a nord-ovest. La città è a 300 km da Zunyi, 450 km da Guiyang, 240 km da Chongqing, 350 km da Chengdu e 70 km da Luzhou. Chishui ha una topografia complessa e si trova nella zona di transizione dall'altopiano dello Yunnan-Guizhou al bacino del Sichuan, con più di 1.300 chilometri quadrati estesi nel paese, la più grande e spettacolare morfologia tipica della Danxia. Il terreno è principalmente del tipo canyon dell'altopiano e canyon di pianura, alto a sud-est e basso a nord-ovest, e l'altitudine diminuisce da sud-est a nord-ovest. Il punto più alto si aggira intorno ai 1730 metri sul livello del mare, il punto più basso è 221 metri, e la differenza di altitudine relativa è più di 1500 metri. Il lato sud-est ha le montagne, canyon profondi, la valle è profonda a nord-ovest ci sono colline su e giù e le sponde del fiume sono larghe e pianeggianti.

### Idrologia
Chishui appartiene al sistema del fiume Yangtze e ha 352 fiumi di varie dimensioni, con una lunghezza totale di 1255 km, di cui 26 affluenti con uno spartiacque di più di 20 chilometri quadrati hanno una lunghezza totale di 335 km. La densità della rete fluviale della città raggiunge 0,7 km/chilometro quadrato, con il fiume Chishui che è il più grande fiume del territorio e un affluente di prima classe del fiume Yangtze. Le risorse idriche della città ammontano a 10 miliardi di metri cubi, di cui 9,5 miliardi di metri cubi di risorse idriche di superficie, e il possesso pro capite di risorse di acqua dolce è molto più alto della media nazionale, che è una zona estremamente ricca. Ci sono più di 800 serbatoi e stagni di vari tipi nella città, con una capacità totale di stoccaggio di 30 milioni di metri cubi d'acqua e 330.000 kilowatt di risorse di energia idroelettrica.

### Biologia
Chishui ha le condizioni per la sopravvivenza e l'attività degli organismi subtropicali e i tipi di vegetazione appartengono a quattro gruppi di foreste di latifoglie sempreverdi medio-subtropicali, foreste miste di conifere e latifoglie, foreste di conifere e foreste di bambù, che sono le meglio conservate alla stessa latitudine sulla terra. La foresta vergine di latifoglie sempreverdi subtropicali centrale è di 430.000 mu. Inoltre, l'area della foresta di bambù della città ha raggiunto 1,29 milioni di mu, classificandosi al primo posto nel paese in termini di area di foresta di bambù e area di foresta di bambù pro capite. Ci sono 2116 specie di piante superiori in città, comprese 1964 specie di piante vascolari, 20 specie di piante protette chiave nazionali e 27 specie di piante endemiche. Pianta nazionale protetta di prim'ordine e residuo del periodo giurassico, la "Cyphae chinensis" cresce molto intensamente a Chishui. Sono presenti 47.000 piante nella sola Riserva Naturale Nazionale di Chishui, che la rendono l'area più concentrata del mondo. Il complesso sfondo della morfologia, le condizioni climatiche e idrologiche superiori e le ricche comunità di vegetazione forniscono un ambiente di vita ideale per gli animali. Ci sono 1.668 specie di animali selvatici, tra cui 404 specie di vertebrati, 1.264 specie di insetti, leopardi nebulosi, fagiani dalla coda lunga, e suma. C'è la presenza di 39 specie di animali con protezione nazionale come le antilopi e 25 specie di pesci endemiche del corso superiore del fiume Yangtze.

### Minerali
Gli strati di Chishui sono relativamente nuovi e non ricchi di minerali. Le risorse minerarie sono principalmente gas naturale, con riserve provate di gas naturale di 340 miliardi di metri cubi, che lo rendono il più grande giacimento di gas della provincia di Guizhou, con un volume di estrazione annuale fino a 180 milioni di metri cubi. Le riserve di risorse petrolifere provate sono di 2,8 milioni di tonnellate. Ci sono anche riserve di carbone di circa 24 milioni di tonnellate di carbone antracite di alta qualità, ed è una delle prime 100 contee (città) elettrificate in Cina.

## Geografia antropica

### Suddivisioni amministrative
La città di Chishui ha sotto la sua giurisdizione 3 uffici stradali, 11 città e 3 comuni.
Shizhong Street, Wenhua Street, Jinhua Street, Tiantai Township, Fuxing Township, Datong Township, Wanglong Township, Huxiang Township Municipalità Yuanhou, municipalità Guandu, municipalità Long-term, municipalità Changsha, municipalità Lianghekou, municipalità Bing'an, municipalità Baoyuan, Shibao Township e Baiyun Township.
Chishui è una città (contea) amministrata dalla provincia cinese di Guizhou, attualmente sotto l'amministrazione della città di Zunyi, che è affidata dal governo popolare della provincia di Guizhou. La città ha una popolazione di 98.600 abitanti e una superficie di 7,2 chilometri quadrati, con un tasso di urbanizzazione del 42,6%.
Il centro della città di Chishui si trova a 105°42′ longitudine est e 28°35′ latitudine nord, con l'intero territorio che si estende da 105°36′ a 106°15′ longitudine est e da 28°16′ a 28°46′ latitudine nord, con un asse est-ovest di 61,85 chilometri e un asse nord-sud di 55,35 chilometri.

## Economia
Il prodotto interno lordo (PIL) della città di Chishui è di 11.053 milioni (2017) e la struttura delle tre industrie è 16,5%: 43,8%: 39,7%.

### Turismo
- Chishui Danxia, con altri punti panoramici in Cina combinati con China Danxia, è stato incluso nel patrimonio naturale mondiale nel 2010,
- Chishui Scenic Area, che è stata designata come area panoramica nazionale dal Consiglio di Stato nel 1994,
- Cascata della grotta Ten zhang,
- Cascata di Sidonggou,
- Parco Forestale Nazionale del Mare di Bambù,
- Riserva naturale nazionale di Cyathea,
- Area panoramica di Swallow Rock,
- Area panoramica del picco dei cinque pilastri,
- Area panoramica di Yangjiayan,
- Città antica di C'an.

## Infrastrutture e trasporti

### Strade

#### Autostrade ad alta velocità
Attualmente, solo la Rongzun Expressway attraversa il confine con Chishui.

### Strade urbane
Attualmente ci sono la G546 National Highway (Chibi Road), la Provincial Highway S208 (Chichang Road) e la S424 (Guanghu Road).

### Ferrovie
Attualmente non ci sono ferrovie che passano per Chishui. Tuttavia, ci sono piani per la ferrovia ad alta velocità Luzun per attraversare il confine con Chishui, la cui costruzione dovrebbe iniziare nel 2020.

### Aviazione
Attualmente non esiste un aeroporto a Chishui. L'aeroporto più vicino a Chishui è l'aeroporto di Luzhou Yunlong.

## Spedizioni
Il porto di Chishui è il più grande porto fluviale del Guizhou, con navi passeggeri e da carico che raggiungono tutti i principali porti e terminali da Chongqing a Shanghai.

## Specialità locali
- Frutti: litchi, longan, banana, pompelmo
- Artigianato di bambù
- Aceto essiccato al sole di Chishu

## Risorse per il turismo
Il paesaggio è caratterizzato da cascate, mari di bambù, laghi, foreste, spinulose e forme di Danxia, così come da antichi paesaggi umanistici e dalle reliquie della Lunga Marcia dell'Armata Rossa, ed è stato salutato da esperti cinesi e stranieri come "la città delle mille cascate", "la corona di Danxia", "la città natale del bambù", "il regno delle spinulose" e "il sito della Lunga Marcia".

### Risorse turistiche nazionali e sovranazionali disponibili
Un patrimonio naturale mondiale - Cina Danxia - Chishui
Un punto panoramico nazionale - Chishui Scenic Spot
Un parco geologico nazionale - Parco geologico nazionale di Chishui Danxia
Due riserve naturali nazionali - Chishui Cyathea National Nature Reserve e Upper Yangtze River Rare and Endemic Fish National Nature Reserve (area centrale)
Due parchi forestali nazionali - Parco Forestale Nazionale di Yanziyan e Parco Forestale Nazionale del Mare di Bambù
Due località turistiche nazionali di livello AAAA - Chishui Great Waterfall Scenic Area e Yanziyan Scenic Area.

### Principali punti panoramici
I punti panoramici che sono attualmente aperti ai visitatori includono la Grande Cascata di Chishui, Sidonggou, Wuzhufeng, la Valle Selvaggia di Pietra Rossa, il Parco Giurassico Cinese, il Parco Forestale Nazionale di Yanziyan, il Parco Forestale Nazionale del Mare di Bambù e altri punti panoramici naturali, così come i punti panoramici umanistici come la Città Antica di Datong, la Città Antica di Bing'an e le Rovine della Lunga Marcia dell'Armata Rossa. Inoltre, punti panoramici come la montagna Tiantai, la grotta Jiujiao, il lago della Luna, il lago Jiuqu, Changninggou, Renyou Creek, Yuetai, Baoyuan e Panlong sono in sviluppo e costruzione.

#### Carta del turismo
Nel gennaio 1994, l'area panoramica di Chishui nella provincia di Guizhou è stata scelta dal Consiglio di Stato per essere inclusa nell'elenco del terzo lotto di punti panoramici nazionali;
Nel febbraio 1996, Chishui è stato nominato uno dei primi dieci "Villaggi di bambù della Cina" dal Ministero statale delle foreste.
Nell'ottobre 2000, la riserva naturale di Chishui Cyathea è stata nominata "China Jurassic Park" dall'amministrazione nazionale del turismo.
Nel febbraio 2005, la città di Chishui è stata inclusa nella "Lista nazionale di eccellenza del turismo rosso" emessa dal Consiglio di Stato.
Nell'ottobre 2005, Chishui, Guizhou è stato selezionato come il "posto più bello della Cina" dal "China National Geographic" magazine's "Beauty China Special".
Nel gennaio 2007, Chishui ha ricevuto il titolo di "Città turistica eccellente della Cina" dall'amministrazione nazionale del turismo.
Nel dicembre 2007, Chishui è stato selezionato dalla China Photographers Association come "Base nazionale di creazione fotografica".
Nel dicembre 2008, Chishui Scenic Area ha ricevuto il titolo di "Migliore Area Ecologica Verde in Cina" dalla Federazione Internazionale del Turismo.
Nel febbraio 2010, la città di Chishui è stata selezionata come una delle "Top 200 città affascinanti con caratteristiche cinesi".
Nell'agosto 2010, "China Danxia - Chishui" è stato selezionato come patrimonio naturale mondiale.
Nell'ottobre 2010, Chishui è stata selezionata come una delle 50 città (distretti e contee) con il maggior potenziale di city branding in Cina.
Nell'ottobre 2010, Chishui ha ricevuto il titolo di "Migliore città internazionale del turismo del tempo libero" dall'International Leisure Industry Association.
Nel giugno 2011, Chishui Scenic Spot è stato premiato come "Most Popular Scenic Spot in Western China".
Nel dicembre 2012, la riserva naturale nazionale di Chishui Cyathea ha ricevuto il titolo di "Base nazionale di divulgazione scientifica per la protezione dell'ambiente".
Nel settembre 2016, Chishui ha ricevuto il titolo di "Base nazionale di dimostrazione del turismo ricreativo
Nel dicembre 2018, Chishui è diventato il secondo lotto di "Green Water and Green Mountain is Golden Mountain" pratica base di innovazione.

## Cooperazione e scambi con altre città
- Montereau (Francia)

## Riferimenti
1. 赤水- 气象数据 -中国气象数据网. Weather China. [2012-06-17]. （原始内容存档于2021-02-19） （中文（中国大陆).
2. 2020年统计用区划代码和城乡划分代码：赤水市. 中华人民共和国国家统计局. 2021.
3. 赤水市人民政府门户网站· 市政府信息公开目录. www.gzchishui.gov.cn. [2019-02-10]. （原始内容存档于2019-02-12).
4. 泸遵高铁计划2020年开建—贵州频道—人民网. gz.people.com.cn. [2019-02-10]. （原始内容存档于2019-02-12).
5. “中国丹霞”经批准被正式列入《世界遗产名录》. [2014-08-22]. （原始内容存档于2010-08-05).